# Oreina alpestris
Oreina alpestris — вид хризомелин семейства листоедов.

## Распространение
Встречается в горах Европы, за исключением Фенноскандии.

## Подвиды
- Oreina alpestris alpestris (Sc Hummel, 1844)
- Oreina alpestris balcanica Weise 1883 — Передняя пара лапок, усики и вся переднеспинка фиолетовые. Надкрылья окрашены в красный, тёмно-зелёный и салатовый цвета. Задняя и средняя пары лапок окрашены в зелёный цвет.
- Oreina alpestris banatica Weise, 1884
- Oreina alpestris imitatrix Apfelbeck 1912
- Oreina alpestris morsicana Luigioni 1933 — Окрашен в основном в зелёный цвета. Переднеспинка, лапки и усики полностью зелёные. Надкрылья окрашены в зелёный, салатовый и красный цвета.
- Oreina alpestris nigrina Suffrian 1851 — Полностью окрашен в чёрный цвет
- Oreina alpestris polonina Bechyné, 1958 — Полностью окрашен в фиолетового цвет
- Oreina alpestris polymorpha Kraatz 1880
- Oreina alpestris punctatissima — Полностью окрашен в синий цвет
- Oreina alpestris umbrosa (Weise, 1884)
- Oreina alpestris variabilis (Weise, 1883)